# Tarp
Tarp – miasto w Danii, w regionie Dania Południowa, w gminie Esbjerg.